# Colonia Las Pichanas
Colonia Las Pichanas es una localidad situada en el departamento San Justo, provincia de Córdoba, Argentina.
Se encuentra ubicada sobre la ruta provincial N.º 158. Dista de la Ciudad de Córdoba en 200 km, aproximadamente.
La principal actividad económica es la agricultura seguida por ganadería, siendo los principales cultivos la soja y el maíz. La producción láctea también tiene relevancia en la economía local y existe un feed lot a pocos km.
Cuenta con un dispensario, jardín de infantes, una escuela primaria, una escuela secundaria a la que asisten unos 150 chicos -que en su mayoría provienen del campo- que son transportados por cinco traffic que la comuna pone a disposición y que diariamente recorren 500 kilómetros para garantizar la educación y un puesto policial inaugurado el 6 de diciembre de 2011. 
Políticamente constituye una comuna desde el 15/12/1992.
El 16 julio se festeja el día de la Virgen del Carmen, la misa y procesión se realiza en la capilla Monte de la Leña.
El clima es templado con estación seca, registrándose una temperatura media anual de 25° aproximadamente. En invierno se registran temperaturas inferiores a 0° y superiores a 35° en verano. El régimen anual de precipitaciones es de aproximadamente 800 mm.

#### Cuna del cuarteto cordobés
En esta localidad cordobesa se produjo el big bang del cuarteto, un 4 de junio de 1943, cuando en un salón se bailó por primera vez el ritmo popular del tunga tunga.
Allí, los integrantes de La Leo debutaron en vivo tocando el novedoso ritmo que nacía con tonada cordobesa para transformarse en un fenómeno cultural de masas.
La orquesta se presentó en este pequeño poblado, al norte de Arroyito, y luego recorrió diferentes localidades de las provincias de Córdoba y Santa Fe mostrando su música.
Piano, contrabajo, acordeón y violín, fue todo lo que "La Leo" necesitó para dar inicio al folclore cordobés. El cuarteto característico Leo estaba formado por el creador Augusto Marzano en contrabajo, Luis Cabero en violín, Miguel Gelfo en acordeón y Leonor Marzano, hija de Augusto, al piano.

## Población
Cuenta con 219 habitantes (Indec, 2022), lo que representa casi un incremento del 47% frente a los 117 habitantes (Indec, 2010) del censo anterior.
| Gráfica de evolución demográfica de Colonia las pichanas entre 2010 y 2022 |
|                                                                            |
| Fuente: Censos nacionales del INDEC                                        |

- Datos: Q8347983